# Tit Anni Lusc (ambaixador)
Tit Anni Lusc (llatí: Titus Annius Luscus) fill de Tit Anni, va ser un militar romà, que va lluitar contra els gals bois els quals el van fer presoner (218 aC).
No torna a aparèixer fins molts anys després, el 172 aC, quan junt amb altres dos romans, va anar com ambaixador davant de Perseu de Macedònia. L'any 169 aC va ser triumvir i es va encarregar d'ampliar la colònia d'Aquileia al territori dels vènets.